# Manuel Alves de San Payo
Manuel Joaquim Alves, conhecido pelo nome artístico de Manuel Alves de San Payo (Melgaço, Portugal, 16 de abril de 1890 - Lisboa, Portugal, 8 de maio de 1974) foi um cineasta, conferencista, publicista e aclamado fotógrafo retratista português, com atividade entre os anos 20 e os anos 50 do século XX. É considerado um dos mais bem-sucedidos mestres fotógrafos portugueses, sendo reconhecido pelos inúmeros retratos que realizou de diversas figuras notórias da sociedade portuguesa e brasileira.

## Biografia

### Primeiros Anos de Vida
Natural do lugar de Baratas, freguesia de São Paio, em Melgaço, na vila mais setentrional de Portugal, Manuel Joaquim Alves nasceu a 16 de abril de 1890, filho de Manuel Joaquim Alves e Maria Angélica Afonso Alves, ambos naturais da mesma localidade minhota, adoptando posteriormente o nome Manuel Alves de San Payo em homenagem à sua freguesia de origem. Proveniente de uma família modesta, muito jovem ingressou no Seminário de Santo António e São Luís de Gonzaga, em Braga, tendo completado os estudos preparatórios em 1909.

### Emigração no Brasil
Com dezanove anos de idade, no início do século XX, juntamente com um vizinho, abandonou o seu percurso académico e embarcou no navio alemão Bahia, rumo ao Brasil. Após trabalhar alguns anos no Rio de Janeiro, como comerciante, decidiu retomar os seus estudos, matriculando-se no Liceu de Artes e Ofícios, onde estudou Desenho. Posteriormente fez o exame de admissão à Escola Nacional de Belas Artes do Rio de Janeiro, tendo frequentado as disciplinas de Desenho e Pintura durante um ano. Simultaneamente, de modo a financiar os seus próprios estudos, empregou-se como retocador de chapas na oficina e estúdio do fotógrafo português Bastos Dias, começando pouco depois a dedicar-se a tempo inteiro e por conta própria a este ofício.
Durante esse mesmo período, para além de aprofundar os seus conhecimentos artísticos na área da fotografia, começou também a aventurar-se no mundo do cinema, estreando-se em 1916 na direção de fotografia e realização de filmes. Integrou a equipa técnica de "A Quadrilha do Esqueleto", "A Cabana do Pai Tomás", baseado no romance "Uncle Tom's Cabin" de Harriet Beecher Stowe, e "O Senhor de Posição", todos produzidos pela Veritas Film de Irineu Marinho, para além de ter realizado e filmado vários documentários.

### Casamento e Descendência
Em 1918, deixou a cidade do Rio de Janeiro, fixando-se em Petrópolis, onde abriu um atelier de fotografia na Avenida 15 de novembro e conheceu Erna Ana Jandira Hees Belger (1897-1934), descendente de colonos alemães, fundadores da mesma cidade brasileira, com a qual se casou. Fruto do seu casamento, o casal teve seis filhos: Ruth (1921-?), Lydia (1924-2015), professora e esposa de Mário Lemos, atleta, professor, treinador e uma das mais reconhecidas figuras do basquetebol português, Nuno (1926-2014), arquiteto, ilustrador e artista plástico, Walter, Irene (1930-?), artista plástica e vencedora do Prémio Lupi e Prémio Anunciação, e Vasco Belger Alves de San Payo, arquitecto e desenhador. A actriz Cláudia San-Payo Cadima, a dramaturga Vera San Payo de Lemos, o baixista João San Payo (da banda Peste & Sida), o baterista Luís San Payo (das bandas Pop Dell'Arte, Rádio Macau, Entre Aspas ou Irmãos Catita) e o artista e professor universitário Manuel Pedro Alves Crespo de San Payo são seus descendentes. 

### Regresso a Portugal
Em outubro de 1920, Manuel Alves de San Payo regressou a Portugal com a sua esposa. Um ano depois, após o nascimento da sua primeira filha, abriu o seu primeiro atelier em terras portuguesas na Praça dos Restauradores, em Lisboa, obtendo rapidamente reconhecimento pelo seu talento e atenção pela alta sociedade portuguesa de então, sendo convidado para realizar exposições nas mais respeitáveis galerias de arte da capital, como na Casa Castanheiro Freire (1924), na Casa Aguiar (1925) ou no Salão Silva Porto (1932). Fruto da sua crescente notoriedade, não só em território nacional como além fronteiras, nos anos seguintes realizou exposições no Brasil, nomeadamente em Petrópolis (1925) e no Rio de Janeiro (1926), ou ainda em Espanha, no Hotel Ritz de Madrid (1925).
A 20 de fevereiro de 1930, abriu na Praça do Marquês de Pombal, em Lisboa, um novo atelier, sendo noticiado em vários periódicos e revistas da época que a festa de inauguração estava repleta de figuras conhecidas, desde escritores, pintores, políticos, músicos e atores que recorriam frequentemente aos seus serviços de fotógrafo retratista.
Em julho de 1934, a sua esposa Erna faleceu, com apenas trinta e sete anos de idade. Profundamente entristecido com a sua perda, Manuel Alves de San Payo entregou-se ao seu trabalho. Começou a escrever artigos da especialidade, passando a colaborar periodicamente em diversos jornais, tais como "A Voz", "Novidades", "Diário de Lisboa", as revistas "Objectiva" e "Foto Revista", ou ainda no álbum "Portugal 1940", que retratava o país, promovido por Fernando Bissaia Barreto. Realizou conferências na Sociedade Nacional de Belas Artes de Lisboa, intituladas “A Fotografia e o Futurismo” e “Como se deve Encarar a Crítica da Arte”, e na Sociedade de Propaganda de Portugal, com o nome “Luz e Sombra e o Processo do Bramélio”, entre muitas outras, assim como participou em inúmeras edições do Salão Internacional de Arte Fotográfica, foi júri em várias exposições e concursos fotográficos e ainda aceitou o convite da revista "O Mundo Português" (1934-1947), apoiado pela Agência Geral das Colónias (AGC) e do Secretariado da Propaganda Nacional (SPN), para filmar o documentário "I Cruzeiro de Férias às Colónias Ocidentais" (1936) a bordo do paquete Moçambique, idealizado por Marcelo Caetano.
Em questões de trabalho, considerava-se apolítico, explicando que não se considerava um fotógrafo do regime, mas sim que "o regime é que era seu cliente”. No seu portfólio, para além de ministros, generais e altas figuras do regime ditatorial, como António de Oliveira Salazar, Óscar Carmona ou Américo Tomás, Manuel Alves de San Payo era também o retratista habitual ou até mesmo oficial de inúmeras figuras da sociedade portuguesa, tais como os pintores Almada Negreiros, Alfredo Roque Gameiro, Thomaz de Mello (Tom), João Carlos Celestino Gomes, Domingos Maria Xavier Rebelo, Maria de Lurdes de Mello e Castro, Jorge Barradas, as actrizes Mariana Rey Monteiro, Corina Carlos Freire, Luísa Satanella, Rosa Lobato de Faria, Amélia Rey Colaço, os escritores Aquilino Ribeiro, Oliva Guerra, José Maria Ferreira de Castro, Matilde Rosa Lopes de Araújo, António Alves Redol, Virgínia Vitorino (Madame Martinho), as cantoras Saudade dos Santos, Madalena Iglésias, Paula Ribas, os políticos ou estadistas Baltasar Leite Rebelo de Sousa, António Sérgio de Sousa, Henrique Mitchell de Paiva Couceiro, António Luís Gomes, Plínio Salgado, Duarte Pacheco, Mário Soares, o marechal Humberto Delgado, o jornalista Joaquim Manso, o cardeal patriarca de Lisboa D. Manuel Gonçalves Cerejeira, o botânico Mário de Azevedo Gomes, o coreógrafo Francis Graça ou até vários membros da Casa de Bragança e de outras monarquias europeias, como a Rainha Dona Amélia de Orleães e Bragança, Dom Duarte Pio de Bragança, Dom Miguel de Bragança, D. Maria da Nazaré Monteiro de Almeida Daun e Lorena, Marquesa de Pombal, e o Príncipe de Bourbon, Francesco Saverio de Bourbon-Parma.

### Últimos Anos de Vida
Nunca esquecendo as suas origens, nos anos 60 regressou não só a Melgaço, sua terra natal, para construir, na freguesia de São Paio, uma casa de férias, como também ao Brasil, após quarenta anos. Quando regressou a Portugal, publicou as impressões da sua viagem no suplemento "Letras e Artes", do jornal "Novidades", com o título «Memórias de um Fotógrafo».

### Morte
A 8 de Maio de 1974 Manuel Alves de San Payo faleceu com 84 anos de idade. Encontra-se sepultado no cemitério de São Paio, em Melgaço, junto de sua esposa Erna Belger. 

## Legado e Homenagens
Considerado por muitos como o fotógrafo do Estado Novo e dos seus ministros, sendo bem conhecidos os inúmeros retratos oficiais que tirou a Óscar Carmona, Francisco Craveiro Lopes, Júlio Botelho Moniz, António de Oliveira Salazar, Américo Tomás e Marcelo Caetano, Manuel Alves de San Payo foi condecorado com o Grau de Oficial da Ordem Militar de Sant'Iago da Espada a 11 de dezembro de 1948.
O seu espólio foi doado nos anos 90, pela sua família, ao Arquivo Nacional de Fotografia, o qual se encarregou da sua conservação e restauro, sendo parte posteriormente exposto no Museu Nacional de Arte Contemporânea do Chiado e na Casa da Cultura de Melgaço. 

## Filmografia
- A Quadrilha do Esqueleto (1916)
- A Cabana do Pai Tomás (1916)
- O Senhor de Posição (1916)
- I Cruzeiro de Férias às Colónias Ocidentais" (1936)

## Breve Seleção de Obras

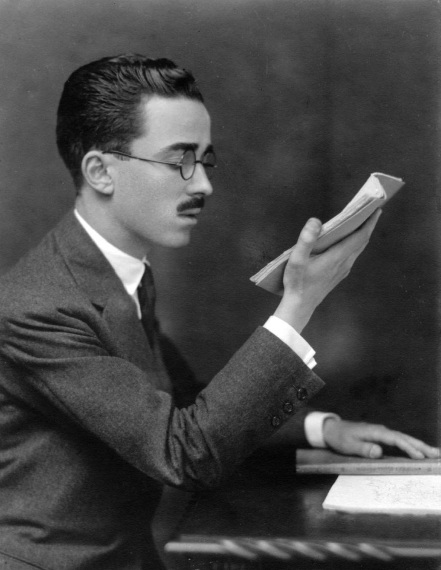
Retrato de Guilherme de Faria (1926)
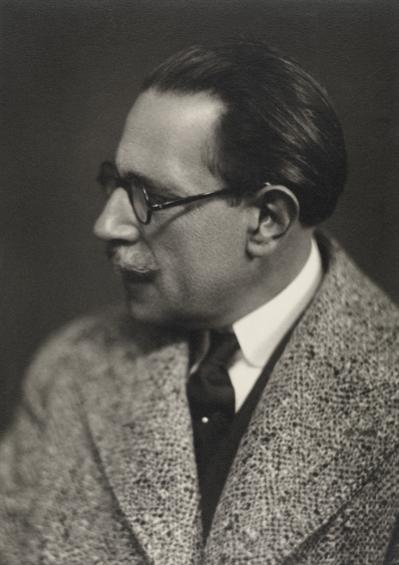
Retrato de Domingos Alvão (1930)
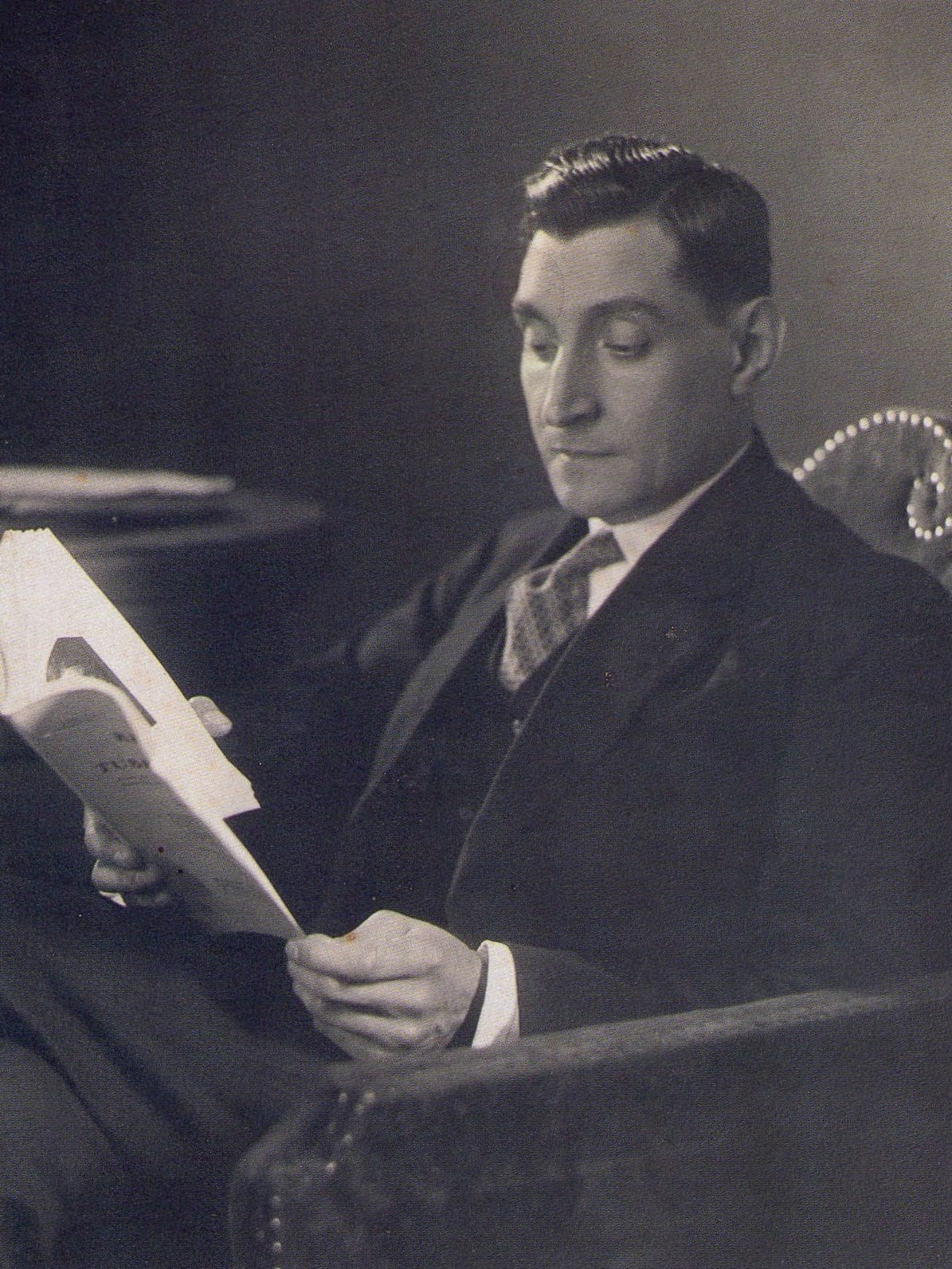
Retrato de António de Oliveira Salazar (1940)
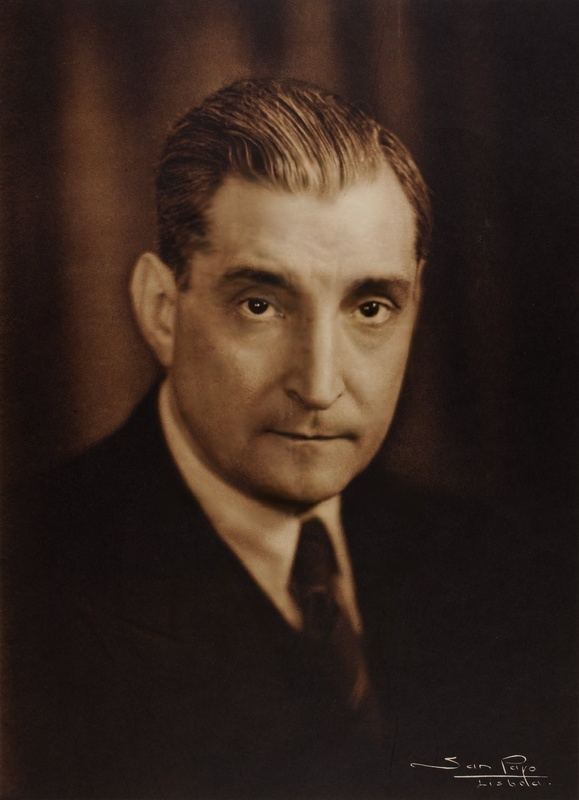
Retrato de António de Oliveira Salazar (1940-1950)
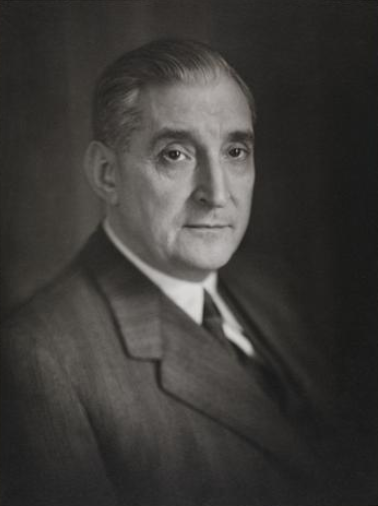
Retrato de António de Oliveira Salazar (1950-1960)
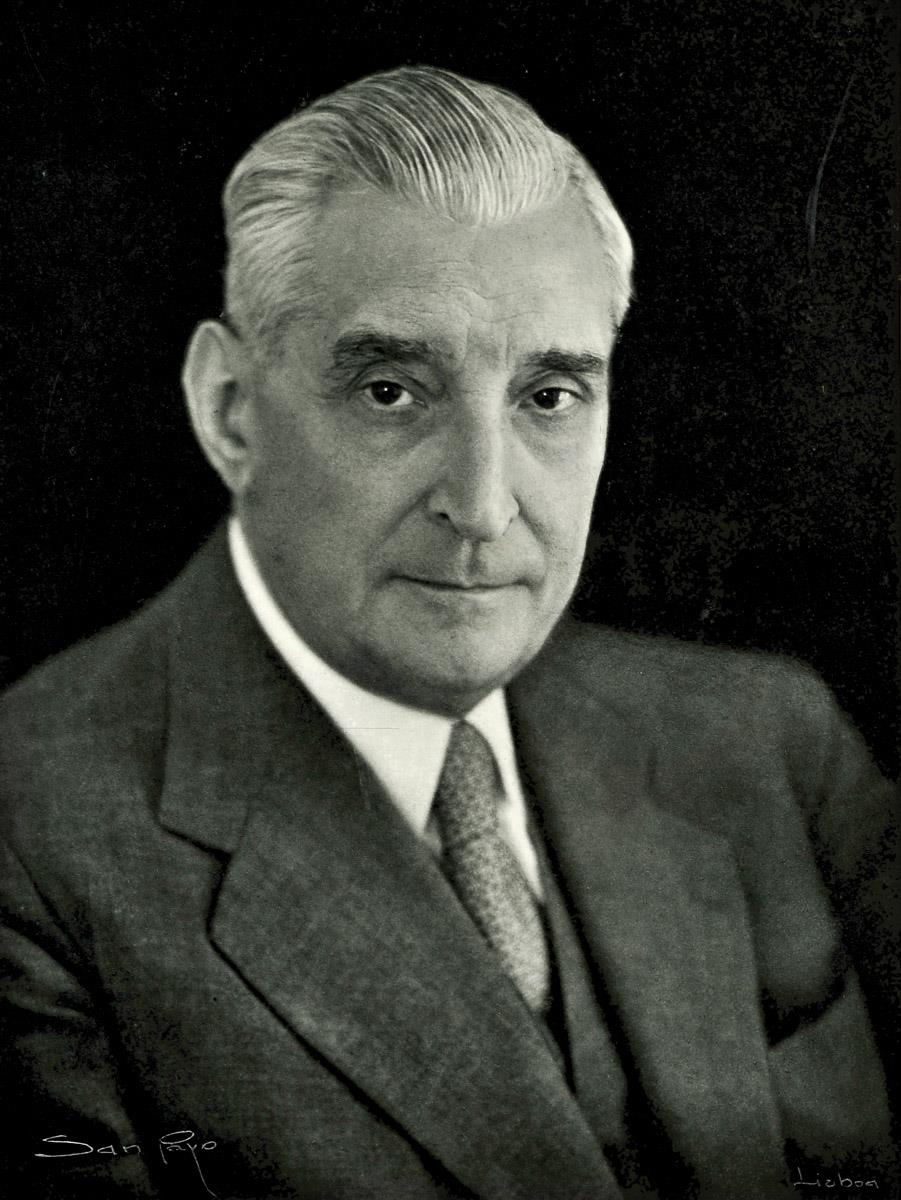
Retrato de António de Oliveira Salazar (1968)
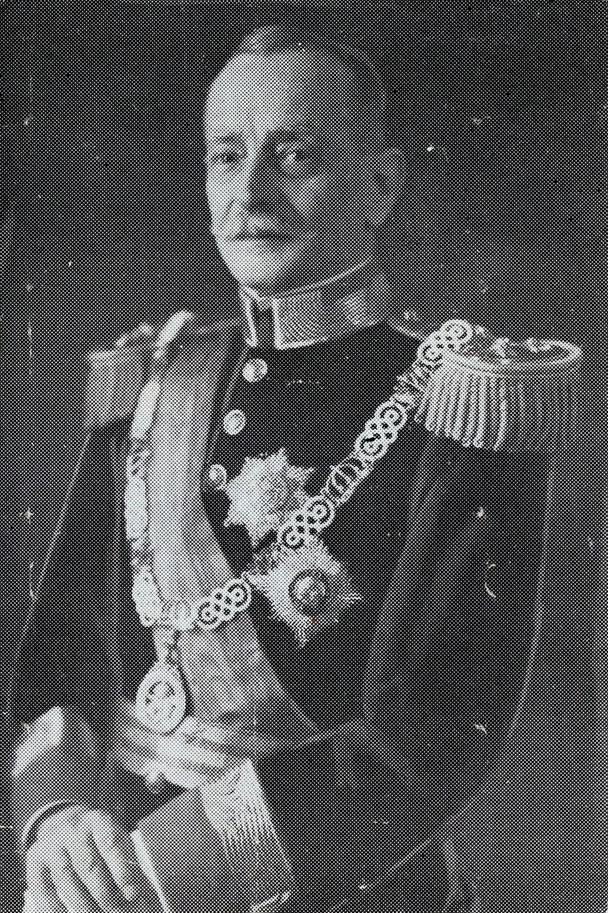
Retrato de António Óscar de Fragoso Carmona (1940)
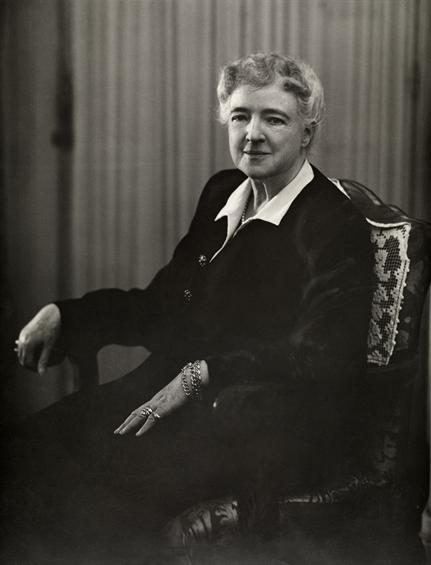
Retrato de D. Amélia de Orleães e Bragança (1945)
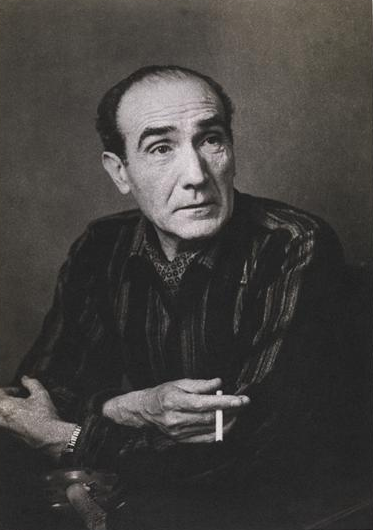
Retrato de Alves Redol (1950)
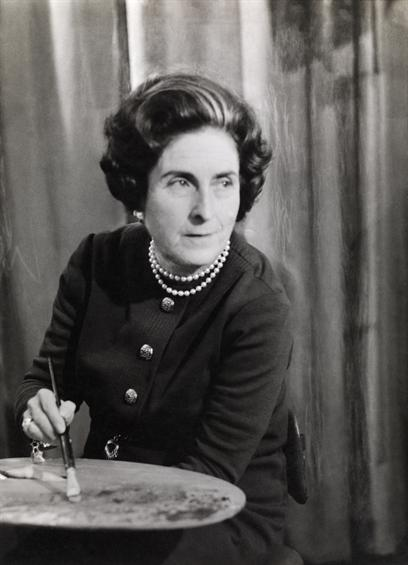
Retrato de Maria de Lourdes de Mello e Castro
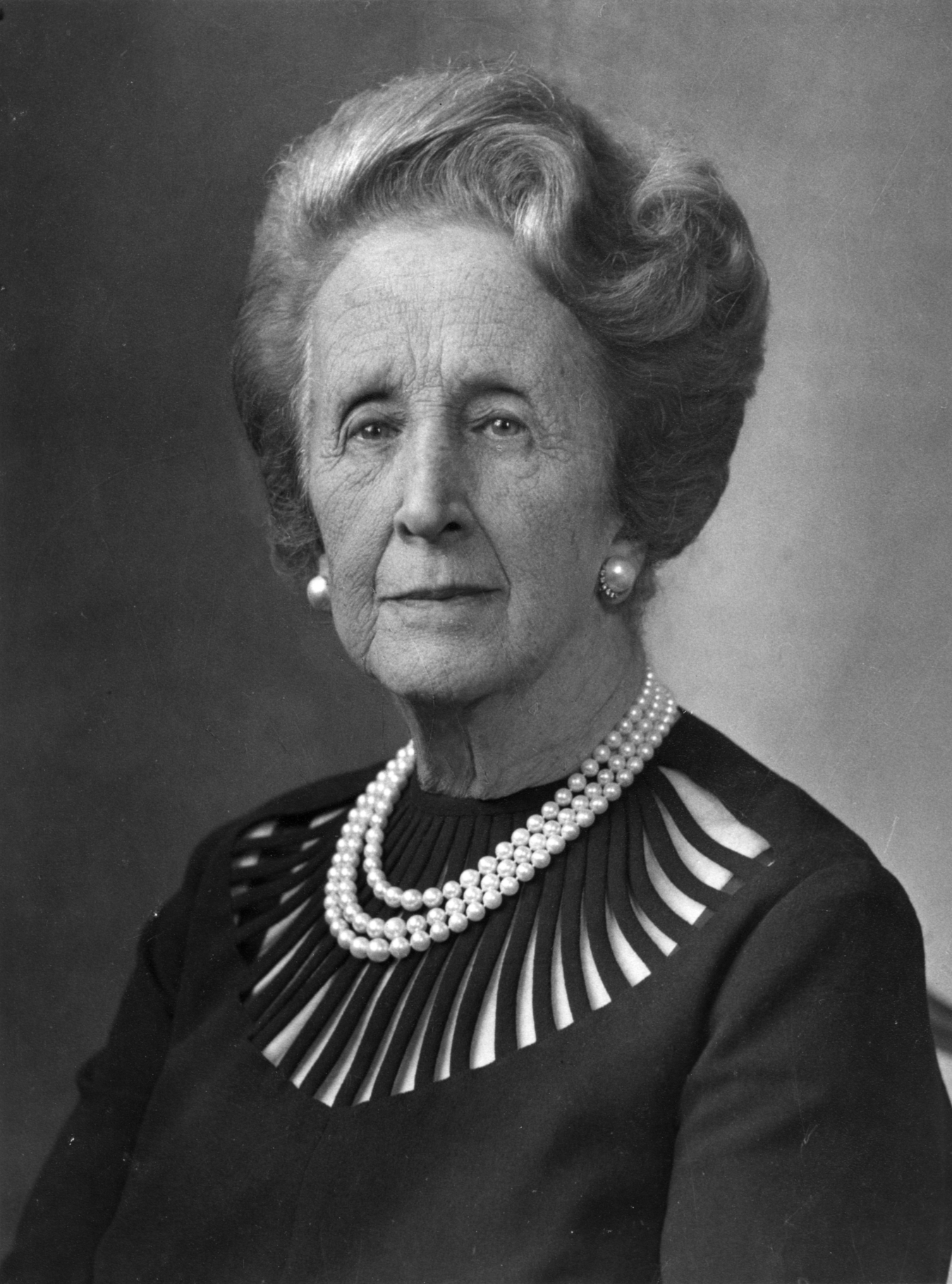
Retrato de Gertrudes Ribeiro da Costa Tomás (1960-1970)
Retrato do General Francisco Craveiro Lopes (1951)
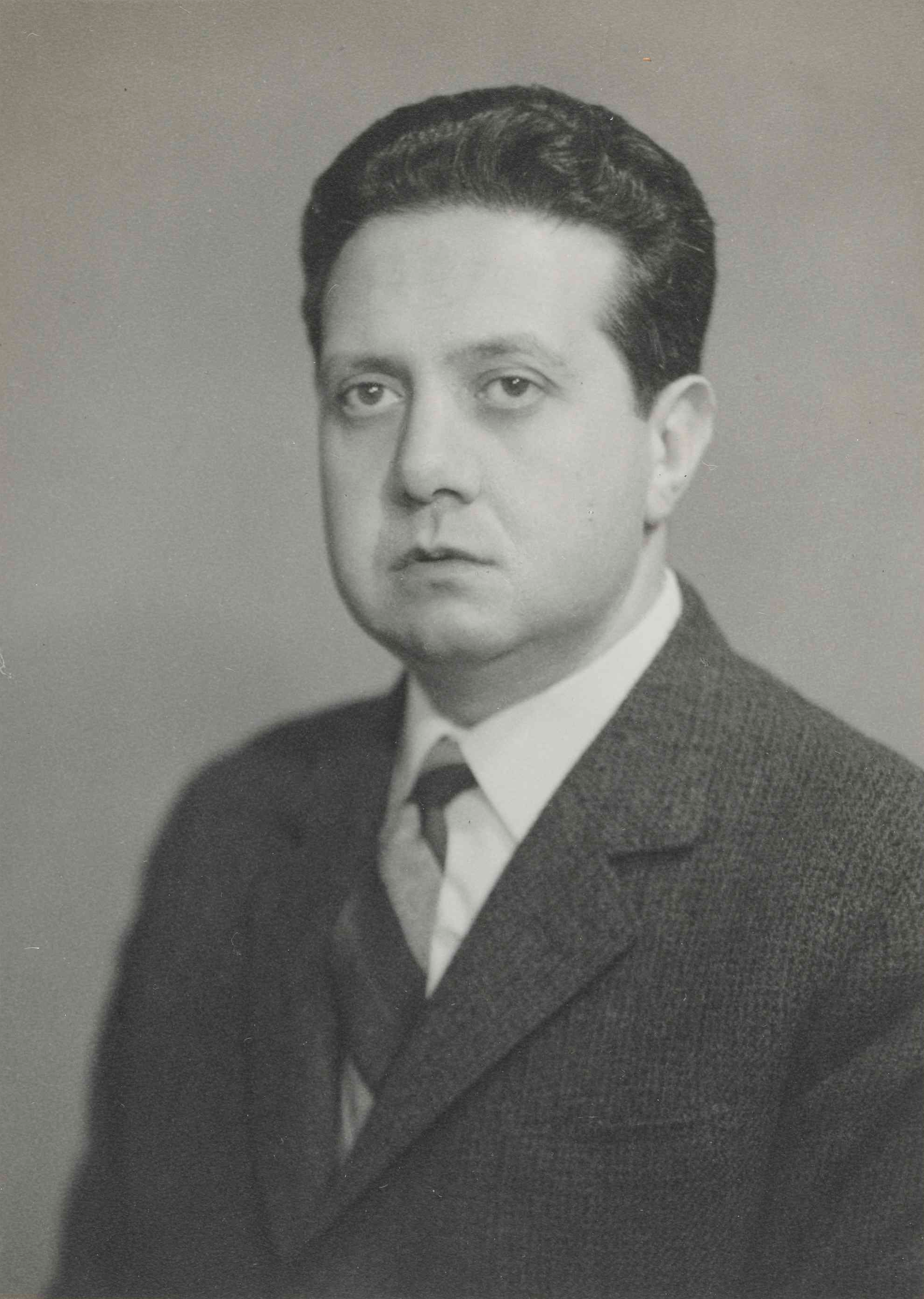
Retrato de Mário Soares (1950)
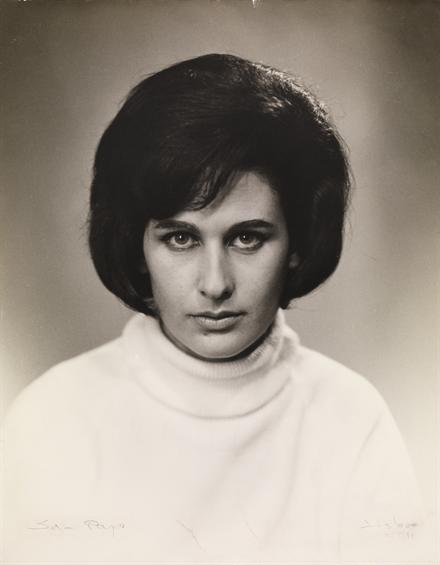
Retrato de Rosa Lobato Faria (1964)
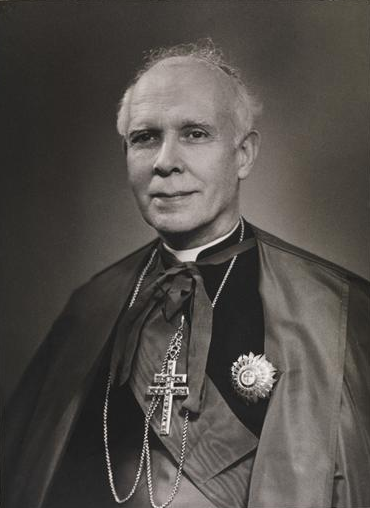
Retrato de D. Manuel Trindade Salgueiro, Arcebispo de Évora (1960)
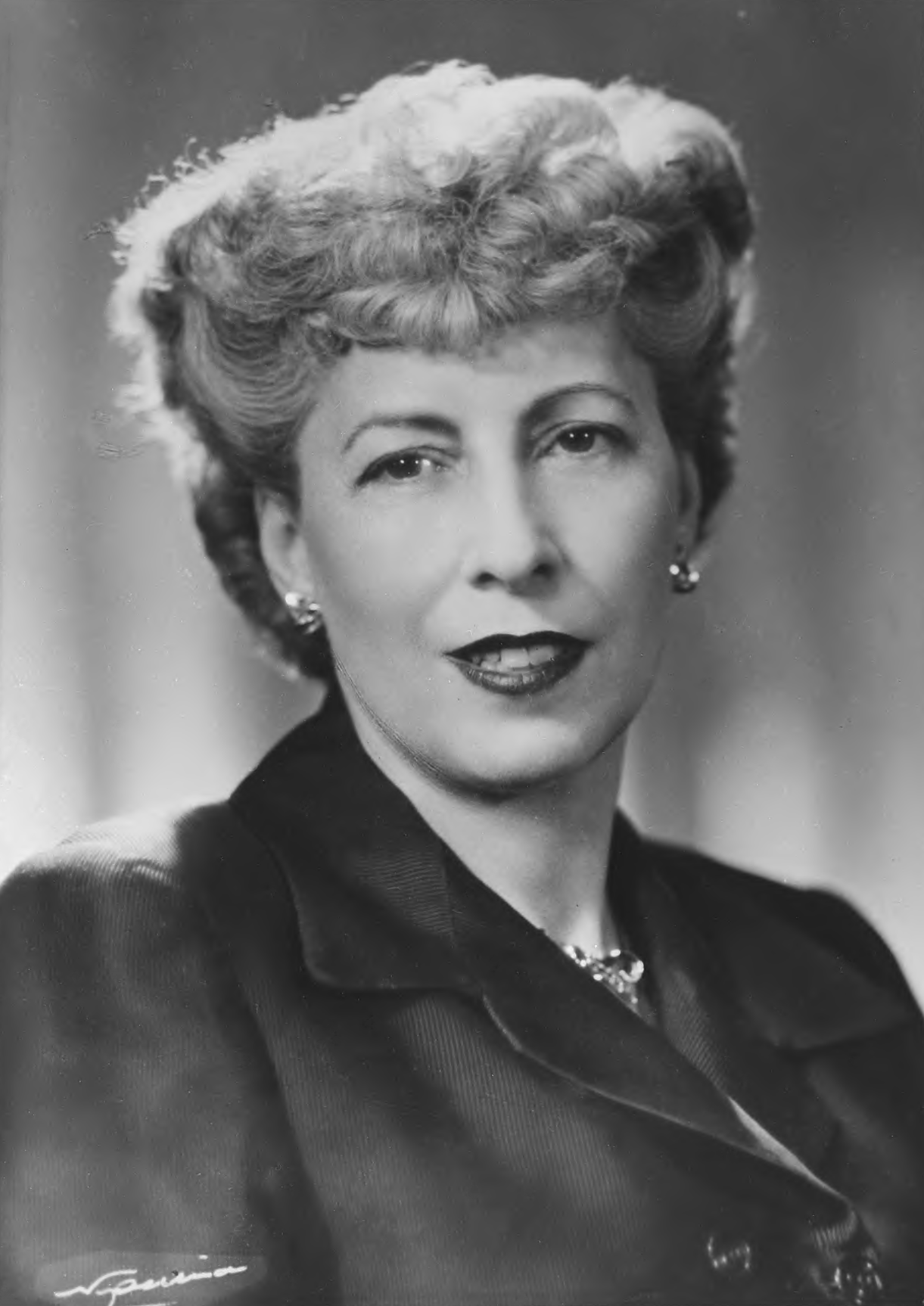
Retrato de Berta Craveiro Lopes
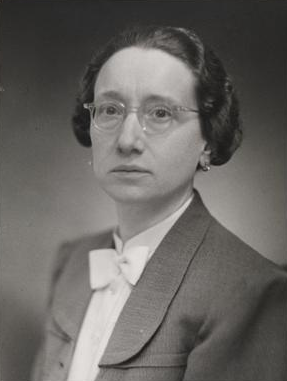
Retrato de Branca Rumina